# Путиловская улица (Воронеж)
Пути́ловская у́лица — улица в Советском районе Воронежа. Проходит от улицы Героев-Сибиряков до Краснозвёздной, параллельно Южно-Моравской улице. Нумерация домов ведётся от улицы Героев-Сибиряков. Протяжённость составляет 0,95 километра. Для автотранспорта улица на всем протяжении двусторонняя по одному ряду на каждую сторону. Покрытие асфальтовое.
Справа по ходу нумерации идут четные дома 2—54. Преимущественно частные постройки. Слева — нечетные дома 1—19, преимущественно многоквартирные пятиэтажные и девятиэтажные здания. Дома 19, 19А, 19/2 — нежилые, относятся к территории медсанчасти 97.
Названа в 1957 году по Путиловскому заводу (ныне Кировский завод) в Петрограде, где происходили революционные события.

## Транспорт
Через улицу проходит 32 автобус большого класса (Тверская улица — Улица Генерала Перхоровича)